# Миро, Габриэль
Габриэ́ль Миро́ (исп. Gabriel Miró; 28 июля 1879, Аликанте — 27 мая 1930, Мадрид) — испанский писатель, эссеист. Входил в группу «Поколение 98 года».
Изучал право в университетах Валенсии и Гранады. Литературная известность началась с романа «Las cerezas del cementerio» (1910), сюжет которого построен на истории о трагической любви молодого человека Феликса Вальдивиа к пожилой женщине Беатрис.
В 1915 году опубликовал роман «El abuelo del rey» — история трёх поколений из небольшого левантийского города, в которой описывается столкновение традиций и прогресса.
Через год был опубликован рассказ «Страсти Христовы» (1916—1917) о последних днях Христа. В 1917 году написал автобиографическую «Книгу Сигуэнсы», герой которой Сигуэнса — литературный alter ego писателя. «Спящий дым» (1919) и «Годы и лиги» (1928) написаны в форме эссе.
Действие романа «Прокажённый епископ» (1926) происходит в городе Oleza (образ города Ориуэла) в последней трети XIX века.

## Публикации на русском языке
- [Новеллы]// Испанская новелла XX века. М.: Художественная литература, 1965

## Признание
Именем писателя названа площадь в Аликанте. Его романы стали основой телевизионных сериалов.